# Alchemilla echinogloba
Alchemilla echinogloba är en rosväxtart som beskrevs av A. Plocek. Alchemilla echinogloba ingår i släktet daggkåpor, och familjen rosväxter. Inga underarter finns listade i Catalogue of Life.